# Gagyvendégi
Gagyvendégi község Borsod-Abaúj-Zemplén vármegyében, a Szikszói járásban.

## Fekvése
Miskolctól közúton körülbelül 50 kilométerre északkeletre található, a 2622-es út mentén. A környező települések közül a település legközelebbi szomszédja a mintegy 2 kilométerre fekvő, zsákfalunak számító Gagybátor, amely csak innen érhető el, a 26 129-es úton. Légvonalban 4-5 kilométernyi távolságban található még délkeleti irányban Abaújlak és Gadna, kelet felől pedig Gagyapáti és Felsőgagy is. A legközelebbi város Encs, körülbelül 19 kilométerre.

## Története
Gagyvendégi (Gagy-Vendégi, Puszta-Vendégi) az Aba nemzetségből származó Gagyi család birtoka volt. 1327-ben Gagyi Gereven kapta királyi adományként Károly Róbert királytól.
A település a korábbi évszázadokban már két alkalommal teljesen elpusztult, először a Thököly féle hadjáratban. 1600 és 1800 között mostani határának felső végén állt a falu, s Eresztvény néven ismerték. Az 1800-as évek elején a település porrá égett, ekkor kapta a puszta elnevezést, és ekkortájt építették mai helyére és nevezték el birtokosa a Gagyi Vendég család után.
Egykor itt élt Aba fejedelem utolsó leszármazottja, Vendéghy Gábor nagybirtokos. Kúriájában ma a Csereháti Településszövetség központja található.
A 18. század végén Vályi András így ír róla: „VENDÉGI. Magyar falu Abaúj Várm. földes Urai Vendégi, és több Uraságok, lakosai külömbfélék, fekszik F. Gagynak szomszédságában, mellynek filiája; határja középszerű, piatzozása távol esik."

## Közélete

### Polgármesterei
- 1990–1994: Kerekes János (független)[3]
- 1994–1998: Kerekes János (független)[4]
- 1998–2002: Kerekes János (független)[5]
- 2002–2006: Kerekes János (független)[6]
- 2006–2010: Kerekes János (független)[7]
- 2010–2014: Nagy Miklós (független)[8]
- 2014–2019: Nagy Miklós (független)[9]
- 2019–2024: Nagy Miklós (független)[10]
- 2024– : Nagy Miklós (független)[1]

## Népesség
A település népességének változása:
| Lakosok száma | 216  | 216  | 215  | 211  | 187  | 210  | 219  |
|               | 2013 | 2014 | 2015 | 2021 | 2022 | 2023 | 2024 |

2001-ben a település lakosságának 93%-a magyar, 7%-a cigány nemzetiségűnek vallotta magát.
A 2011-es népszámlálás során a lakosok 99,5%-a magyarnak, 20,6% cigánynak, 1,4% szlováknak mondta magát (a kettős identitások miatt a végösszeg nagyobb lehet 100%-nál). A vallási megoszlás a következő volt: római katolikus 43%, református 27,1%, görögkatolikus 20,1%, evangélikus 0,5%, felekezeten kívüli 2,3% (7% nem válaszolt).
2022-ben a lakosság 86,6%-a vallotta magát magyarnak, 1,6% cigánynak, 0,5% ukránnak, 0,5% szlováknak, 0,5% egyéb, nem hazai nemzetiségűnek (13,4% nem nyilatkozott; a kettős identitások miatt a végösszeg nagyobb lehet 100%-nál). Vallásuk szerint 18,2% volt római katolikus, 6,4% református, 5,9% görög katolikus, 3,7% felekezeten kívüli (65,8% nem válaszolt).